# 劉啟群
劉啟群（1954年12月11日—），新北市新店區人。台北醫學院牙醫學士，執業牙醫師、路竹會創辦人、“台湾无国界医生”。

## 处事性格
劉啟群在專訪時曾說「我的個性不喜歡被人管，所以高中時期就想走法律或醫學的路，而我父母的教育程度相對來講比較高，那個年代台灣人比較希望孩子去習醫，所以我考進醫學院，符合自己的志趣，也符合父母的期待。」

## 路竹会

### 创立由来
劉啟群在獲得牙醫學士學位後，考取執照並開設診所。1995年劉啟群時任台北縣牙醫公會理監事，在得知新竹縣尖石鄉的醫療資源極度缺乏后號召醫界上山義診。在其号召下，1995年12月17日十幾位醫療從業人員到新竹縣尖石鄉進行為期一天的義診，并逐漸增加義診的次數、範圍，并最终創立路竹會。

### 名字意义
路竹會的成立與宗教無關，其會址也不在高雄市路竹區。取名「路竹」的主要原因是在前往臺灣山區義診的路上常會有竹林，同時引申其路途不斷，竹謙有節的意義。英文名「Taiwan Root」除音似中文名外，还象徵醫療服務以臺灣為根，從臺灣出發。

### 会徽含义
路竹會的會徽以甲骨文的「竹」字為基本造型，和紅十字相融合，同時以紅色為主色，象徵熱血與大愛，無限燃燒完全奉獻。